# Зельвенская ГЭС
Зельвенская ГЭС — малая гидроэлектростанция в Беларуси на реке Зельвянка, на сбросе водохранилища Зельва.
Введена в эксплуатацию в декабре 2006 года. Установленная мощность 150 кВт, ежегодная выработка электроэнергии в средний по водности год около 0,5 млн кВт⋅ч.